# Aardbeiwitvlekmot
De aardbeiwitvlekmot (Incurvaria praelatella) is een nachtvlinder uit de familie witvlekmotten (Incurvariidae). 
De spanwijdte van de vlinder bedraagt tussen de 11 tot 14 millimeter. 
De soort komt voor in Europa. In België is de soort bekend uit het zuiden. In Nederland is de soort zeer zeldzaam.

## Waardplanten
De aardbeiwitvlekmot gebruikt diverse planten uit de rozenfamilie als waardplant. 